# Danh sách cầu thủ tham dự giải vô địch bóng đá U-23 châu Phi 2011
Dưới đây là danh sách đội hình các đội bóng tham dự Giải vô địch bóng đá U-23 châu Phi 2011.

## Bảng A

### Algérie[1]
Huấn luyện viên:  Azzedine Aït Djoudi

| Số | VT | Cầu thủ                 | Ngày sinh (tuổi)            | Trận | Bàn | Câu lạc bộ\|        |
| -- | -- | ----------------------- | --------------------------- | ---- | --- | ------------------- |
| 1  | TM | Sid Ahmed Rafik Mazouzi | 1 tháng 2, 1989 (22 tuổi)   | 13   | 0   | WA Tlemcen          |
| 2  | HV | Abderrezak Bitam        | 18 tháng 4, 1989 (22 tuổi)  | 15   | 0   | JS Kabylie          |
| 3  | HV | Farouk Chafaï           | 23 tháng 6, 1990 (21 tuổi)  | 2    | 0   | USM Alger           |
| 4  | HV | Djameleddine Benlamri   | 25 tháng 12, 1989 (21 tuổi) | 8    | 1   | NA Hussein Dey      |
| 5  | HV | Sofiane Khelili         | 9 tháng 12, 1989 (21 tuổi)  | 12   | 0   | JS Kabylie          |
| 6  | TV | Mehdi Abeid             | 6 tháng 8, 1992 (19 tuổi)   | 2    | 0   | Newcastle United    |
| 7  | TV | Amir Sayoud             | 31 tháng 8, 1990 (21 tuổi)  | 6    | 0   | Ismaily             |
| 8  | TV | Youcef Belaïli          | 14 tháng 3, 1992 (19 tuổi)  | 12   | 0   | MC Oran             |
| 9  | TV | Sid Ahmed Aouedj        | 2 tháng 7, 1991 (20 tuổi)   | 18   | 4   | MC Oran             |
| 10 | TĐ | Mohamed Chalali         | 4 tháng 4, 1989 (22 tuổi)   | 11   | 9   | Aberdeen            |
| 11 | TĐ | Baghdad Bounedjah       | 30 tháng 11, 1991 (19 tuổi) | 3    | 2   | USM El Harrach      |
| 12 | HV | Abdelaziz Ali Guechi    | 1 tháng 11, 1990 (21 tuổi)  | 13   | 1   | USM Annaba          |
| 13 | TV | Merouane Anane          | 31 tháng 5, 1990 (21 tuổi)  | 9    | 0   | CR Belouizdad       |
| 14 | TV | Amine Touahri           | 12 tháng 2, 1989 (22 tuổi)  | 11   | 1   | USM El Harrach      |
| 15 | TV | Mokhtar Belkhiter       | 15 tháng 1, 1992 (19 tuổi)  | 6    | 0   | USM Blida           |
| 16 | TM | Hamza Dahmane           | 22 tháng 9, 1990 (21 tuổi)  | 3    | 0   | CR Belouizdad       |
| 17 | TV | Mehdi Benaldjia         | 14 tháng 5, 1991 (20 tuổi)  | 8    | 4   | USM Alger           |
| 18 | TV | Farid Daoud             | 25 tháng 8, 1989 (22 tuổi)  | 14   | 0   | MC Alger            |
| 19 | TĐ | Jugurtha Hamroun        | 27 tháng 1, 1989 (22 tuổi)  | 1    | 0   | Chernomorets Burgas |
| 20 | HV | Mohamed Khoutir Ziti    | 19 tháng 4, 1989 (22 tuổi)  | 14   | 2   | CS Constantine      |
| 21 | TM | Boualem Benmalek        | 30 tháng 1, 1989 (22 tuổi)  | 4    | 0   | AS Khroub           |

### Maroc[2]
Huấn luyện viên:  Pim Verbeek

| Số | VT | Cầu thủ                | Ngày sinh (tuổi)            | Trận | Bàn | Câu lạc bộ\|       |
| -- | -- | ---------------------- | --------------------------- | ---- | --- | ------------------ |
| 1  | TM | Yassine El Kharroubi   | 29 tháng 3, 1990 (21 tuổi)  |      |     | US Quevilly        |
| 2  | HV | Mohamed Abarhoun       | 3 tháng 5, 1989 (22 tuổi)   |      |     | Moghreb Tétouan    |
| 3  | TV | Mohammed Ali Bemammer  | 19 tháng 11, 1989 (22 tuổi) |      |     | MAS Fez            |
| 4  | TV | Abdelaziz Barrada      | 19 tháng 6, 1989 (22 tuổi)  |      |     | Getafe             |
| 5  | HV | El Mahdi Bellaaroussi  | 25 tháng 12, 1989 (21 tuổi) |      |     | CODM Meknès        |
| 6  | HV | Zakarya Bergdich       | 7 tháng 1, 1989 (22 tuổi)   |      |     | Lens               |
| 7  | TĐ | Soufiane Bidaoui       | 20 tháng 4, 1990 (21 tuổi)  |      |     | Lierse             |
| 8  | TV | Mehdi Carcela-Gonzalez | 1 tháng 7, 1989 (22 tuổi)   |      |     | Anzhi Makhachkala1 |
| 9  | HV | Zouhair Feddal         | 1 tháng 1, 1989 (22 tuổi)   |      |     | Espanyol B         |
| 10 | TV | Driss Fettouhi         | 30 tháng 9, 1989 (22 tuổi)  |      |     | Istres             |
| 11 | TĐ | Said Idazza            | 25 tháng 4, 1989 (22 tuổi)  |      |     | CSO Amnéville      |
| 12 | TM | Younes Itri            | 11 tháng 2, 1991 (20 tuổi)  |      |     | FC Carl Zeiss Jena |
| 13 | HV | Khalid Karkich         | 15 tháng 1, 1991 (20 tuổi)  |      |     | Levante B          |
| 14 | TĐ | Youness Mokhtar        | 29 tháng 8, 1991 (20 tuổi)  |      |     | FC Eindhoven       |
| 15 | TV | Imad Najah             | 19 tháng 2, 1992 (19 tuổi)  |      |     | PSV Eindhoven      |
| 16 | HV | Abdelatif Noussir      | 20 tháng 2, 1990 (21 tuổi)  |      |     | FUS Rabat          |
| 17 | HV | Lotfi Oubilla          | 11 tháng 8, 1989 (22 tuổi)  |      |     | FAR Rabat          |
| 18 | TĐ | Yacine Qasmi           | 3 tháng 1, 1991 (20 tuổi)   |      |     | Rennes             |
| 19 | TĐ | Adnane Tighadouini     | 30 tháng 11, 1992 (18 tuổi) |      |     | Vitesse Arnhem     |
| 20 | TV | Marwane Saâdane        | 17 tháng 1, 1992 (19 tuổi)  |      |     | FUS Rabat          |
| 21 | TM | Yassine El Houasli     | 24 tháng 11, 1990 (21 tuổi) |      |     | Raja Casablanca    |

1 Vào buổi tối trước ngày khai mạc giải, FIFA thông báo với Maroc rằng Carcela-Gonzalez không được phép đại diện Maroc thi đấu vì anh đã từng đại diện cho Bỉ 4 năm trước. Vì đã quá hạn nên không thể triệu tập cầu thủ thay thế.

### Nigeria[4]
Huấn luyện viên:  Augustine Eguavoen
| Số | Vt | Cầu thủ              | Ngày sinh (tuổi)            | Số trận | Câu lạc bộ          |
| -- | -- | -------------------- | --------------------------- | ------- | ------------------- |
| 1  | TM | Dele Ajiboye         | 7 tháng 8, 1990 (21 tuổi)   |         | Unattached          |
| 2  | HV | Terna Suswam         | 5 tháng 9, 1991 (20 tuổi)   |         | Vitória F.C.        |
| 3  | HV | Usman Amodu          | 16 tháng 12, 1990 (21 tuổi) |         | Llaneros            |
| 4  | TV | Nwankwo Obiora       | 12 tháng 7, 1991 (20 tuổi)  |         | Parma               |
| 5  | HV | Kingsley Udoh        | 7 tháng 12, 1990 (20 tuổi)  |         | Heartland           |
| 6  | HV | Ibok Edet            | 22 tháng 8, 1989 (22 tuổi)  |         | Atlético Baleares   |
| 7  | TĐ | Danny Uchechi        | 14 tháng 9, 1989 (22 tuổi)  |         | Sheffield Wednesday |
| 8  | TV | Raheem Lawal         | 4 tháng 5, 1990 (21 tuổi)   |         | Atlético Baleares   |
| 9  | TĐ | Olarenwaju Kayode    | 8 tháng 5, 1993 (18 tuổi)   |         | ASEC Mimosas        |
| 10 | TV | Nosa Igiebor         | 9 tháng 11, 1990 (21 tuổi)  |         | Hapoel Tel Aviv2    |
| 11 | TĐ | Michel Babatunde     | 24 tháng 12, 1992 (18 tuổi) |         | Kryvbas             |
| 12 | TĐ | Stephen Worgu        | 6 tháng 4, 1990 (21 tuổi)   |         | Al-Merrikh          |
| 13 | TĐ | Onoriode Odah        | 14 tháng 4, 1992 (19 tuổi)  |         | Fame F.C.           |
| 14 | TV | Ayo Saka             | 22 tháng 12, 1990 (20 tuổi) |         | Ocean Boys          |
| 15 | HV | Emmanuel Anyanwu     | 15 tháng 11, 1991 (20 tuổi) |         | Enyimba             |
| 16 | TM | Olufemi Thomas       | 5 tháng 8, 1989 (22 tuổi)   |         | Ocean Boys          |
| 17 | TĐ | Osas Okoro           | 7 tháng 9, 1990 (21 tuổi)   |         | Heartland           |
| 18 | TĐ | Gbolahan Salami      | 15 tháng 4, 1991 (20 tuổi)  |         | Shooting Stars      |
| 19 | TĐ | Jude Aneke           | 23 tháng 4, 1990 (21 tuổi)  |         | Kaduna United       |
| 20 | HV | Markson Ojobo        | 1 tháng 12, 1992 (19 tuổi)  |         | Enyimba             |
| 21 | TM | Theophilus Afelokhai | 4 tháng 7, 1990 (21 tuổi)   |         | Kano Pillars        |

2Tiền vệ của Hapoel Tel Aviv là Nosa Igiebor tự loại mình khỏi vòng loại Thế vận hội 2012 ở Maroc vì công chức của đội Nigeria khăng khăng rằng họ không biết về việc này.

### Sénégal[6]
Huấn luyện viên:  Abdoulaye Sarr

| Số | VT | Cầu thủ                   | Ngày sinh (tuổi)            | Trận | Bàn | Câu lạc bộ\|        |
| -- | -- | ------------------------- | --------------------------- | ---- | --- | ------------------- |
| 1  | TM | Papa Demba Camara         | 16 tháng 1, 1993 (18 tuổi)  |      |     | Sochaux             |
| 2  | TV | Pape Maly Diamanka        | 10 tháng 1, 1990 (21 tuổi)  |      |     | Rayo Vallecano      |
| 3  | HV | Saliou Ciss               | 15 tháng 9, 1989 (22 tuổi)  |      |     | Tromsø              |
| 4  | TV | El Hadji Sady Guéye       | 16 tháng 1, 1990 (21 tuổi)  |      |     | Diambars            |
| 5  | HV | Zargo Touré               | 11 tháng 11, 1989 (22 tuổi) |      |     | Boulogne            |
| 6  | HV | Pape Ndiaye Souare        | 6 tháng 6, 1990 (21 tuổi)   |      |     | Lille               |
| 7  | TĐ | Abdoulaye Sané            | 15 tháng 10, 1992 (19 tuổi) |      |     | Rennes              |
| 8  | TV | Joseph Lopy               | 15 tháng 3, 1992 (19 tuổi)  |      |     | Sochaux             |
| 9  | TV | Kara Mbodj                | 11 tháng 11, 1989 (22 tuổi) |      |     | Tromsø              |
| 10 | TĐ | Dieylani Fall             | 30 tháng 11, 1989 (21 tuổi) |      |     | Auxerre             |
| 11 | TĐ | Dame Diop                 | 15 tháng 2, 1993 (18 tuổi)  |      |     | Touré Kunda Footpro |
| 12 | HV | Lamine Gassama            | 20 tháng 10, 1989 (22 tuổi) |      |     | Lyon                |
| 13 | HV | Abdoulaye Ba              | 1 tháng 1, 1991 (20 tuổi)   |      |     | Académica Coimbra   |
| 14 | TĐ | Omar Wade                 | 15 tháng 5, 1990 (21 tuổi)  |      |     | Lille               |
| 15 | TV | Ibrahima Khaliloulah Seck | 10 tháng 8, 1989 (22 tuổi)  |      |     | Épinal              |
| 16 | TM | Ousmane Mané              | 1 tháng 10, 1990 (21 tuổi)  |      |     | Diambars            |
| 17 | TV | Stephane Badji            | 18 tháng 1, 1990 (21 tuổi)  |      |     | Casa Sport          |
| 18 | TĐ | Baye Oumar Niasse         | 18 tháng 4, 1990 (21 tuổi)  |      |     | US Ouakam           |
| 19 | HV | Khassim Soumaré           | 23 tháng 12, 1991 (19 tuổi) |      |     | Diambars            |
| 20 | TV | Emile Paul Tendeng        | 31 tháng 12, 1992 (18 tuổi) |      |     | Casa Sport          |
| 21 | TM | Issa Ndiaye               | 19 tháng 4, 1991 (20 tuổi)  |      |     | AS Douanes          |

## Bảng B

### Bờ Biển Ngà[7]
Huấn luyện viên:  Alain Gouaméné

| Số | VT | Cầu thủ                  | Ngày sinh (tuổi)            | Trận | Bàn | Câu lạc bộ\|                  |
| -- | -- | ------------------------ | --------------------------- | ---- | --- | ----------------------------- |
| 1  | TM | Ibrahim Koné             | 5 tháng 12, 1989 (21 tuổi)  |      |     | US Boulogne                   |
| 2  | HV | Mahan Marc Goua          | 2 tháng 11, 1989 (22 tuổi)  |      |     | Séwé Sports de San Pedro      |
| 3  | HV | Konan Ruffin Ngouan      | 15 tháng 5, 1990 (21 tuổi)  |      |     | Africa Sports National        |
| 4  | HV | Troh César Hougnonhon    | 13 tháng 9, 1990 (21 tuổi)  |      |     | East Riffa Club               |
| 5  | HV | Didier Boris Kadio       | 5 tháng 4, 1990 (21 tuổi)   |      |     | Société Omnisports de l'Armée |
| 6  | TV | Yacoub Meite             | 10 tháng 2, 1990 (21 tuổi)  |      |     | Tours FC                      |
| 7  | HV | Konan Joel Kouadio       | 20 tháng 10, 1993 (18 tuổi) |      |     | AFAD                          |
| 8  | TV | Xavier Kouassi           | 28 tháng 12, 1989 (21 tuổi) |      |     | Servette FC                   |
| 9  | TV | Moussa Koné              | 12 tháng 2, 1990 (21 tuổi)  |      |     | Delfino Pescara 1936          |
| 10 | TĐ | Serge Deble              | 1 tháng 10, 1989 (22 tuổi)  |      |     | Unattached                    |
| 11 | TĐ | Lacina Traoré            | 20 tháng 5, 1990 (21 tuổi)  |      |     | FC Kuban Krasnodar            |
| 12 | TĐ | Wakalible Júnior Lago    | 31 tháng 12, 1990 (20 tuổi) |      |     | CD Numancia                   |
| 13 | HV | Aubin Kouakou            | 1 tháng 6, 1991 (20 tuổi)   |      |     | Stade Tunisien                |
| 14 | TV | Jean Michael Seri        | 19 tháng 7, 1991 (20 tuổi)  |      |     | ASEC Mimosas                  |
| 15 | TĐ | Krahire Yannick Zakri    | 26 tháng 3, 1991 (20 tuổi)  |      |     | AFAD                          |
| 16 | TM | Gnagnélé Clovis Tahourou | 25 tháng 12, 1989 (21 tuổi) |      |     | AFAD                          |
| 17 | TĐ | Georges Henri Griffiths  | 24 tháng 2, 1990 (21 tuổi)  |      |     | AS Indenié Abengourou         |
| 18 | TĐ | Vamouti Diomande         | 20 tháng 1, 1991 (20 tuổi)  |      |     | Hønefoss BK                   |
| 19 | TV | Kouassi Martial Yao      | 4 tháng 10, 1989 (22 tuổi)  |      |     | Stade Tunisien                |
| 20 | TĐ | Kevin Beugre             | 23 tháng 8, 1992 (19 tuổi)  |      |     | Hønefoss BK                   |
| 21 | TM | Ousmane Gnada            | 24 tháng 3, 1990 (21 tuổi)  |      |     | AFAD                          |

### Ai Cập[8][9]
Huấn luyện viên:  Hany Ramzy

| Số | VT | Cầu thủ             | Ngày sinh (tuổi)  | Trận | Bàn | Câu lạc bộ\|          |
| -- | -- | ------------------- | ----------------- | ---- | --- | --------------------- |
| 1  | TM | Aly Lotfi           | 14 tháng 10, 1989 |      |     | ENPPI Club            |
| 2  | HV | Ali Fathy           | 2 tháng 1, 1992   |      |     | Arab Contractors      |
| 3  | HV | Ahmed Sobhi         | 4 tháng 3, 1991   |      |     | ENPPI Club            |
| 4  | TV | Hesham Mohamed      | 3 tháng 1, 1990   |      |     | El-Shorta             |
| 5  | HV | Moaz El-Henawy      | 29 tháng 1, 1990  |      |     | Misr El Makasa        |
| 6  | HV | Ahmed Hegazy        | 25 tháng 1, 1991  |      |     | Ismaily               |
| 7  | TV | Saleh Gomaa         | 1 tháng 8, 1993   |      |     | ENPPI Club            |
| 8  | TV | Shehab El-Din Ahmed | 22 tháng 8, 1990  |      |     | Al-Ahly               |
| 9  | TĐ | Marwan Mohsen       | 26 tháng 2, 1989  |      |     | Petrojet FC           |
| 10 | TĐ | Mohamed Salah       | 15 tháng 6, 1992  |      |     | Arab Contractors      |
| 11 | TV | Ahmed Shoukry       | 21 tháng 7, 1989  |      |     | Telephonat Bani Sweif |
| 12 | HV | Islam Ramadan       | 1 tháng 11, 1990  |      |     | Haras El-Hodood Club  |
| 13 | TĐ | Ahmed Hassan        | 5 tháng 3, 1993   |      |     | Rio Ave FC            |
| 14 | TV | Hossam Hassan       | 30 tháng 4, 1989  |      |     | Masry                 |
| 15 | TV | Mohamed Sobhi       | 21 tháng 11, 1992 |      |     | ENPPI Club            |
| 16 | TM | Ahmed El-Shenawy    | 14 tháng 5, 1991  |      |     | Masry                 |
| 17 | TV | Mohamed El-Nenny    | 11 tháng 7, 1992  |      |     | Arab Contractors      |
| 18 | TV | Ahmed Magdi         | 9 tháng 12, 1989  |      |     | Ghazl El-Mehalla      |
| 19 | TĐ | Ahmed Shroyda       | 21 tháng 10, 1990 |      |     | Masry                 |
| 20 | HV | Omar Gaber          | 30 tháng 1, 1992  |      |     | Zamalek SC            |
| 21 | TM | Mohamed Bassam      | 25 tháng 12, 1990 |      |     | Tala'ea El-Gaish SC   |

### Gabon[10]
Huấn luyện viên:  Claude Albert Mbourounot

| Số | VT | Cầu thủ                    | Ngày sinh (tuổi)            | Trận | Bàn | Câu lạc bộ               |
| -- | -- | -------------------------- | --------------------------- | ---- | --- | ------------------------ |
| 1  | TM | Glwadys Mbimbiangoye       | 15 tháng 6, 1991 (20 tuổi)  |      |     | US O’Mbilia Nzami        |
| 2  | TĐ | Lionel Yacouya             | 17 tháng 7, 1990 (21 tuổi)  |      |     | AS Pélican               |
| 3  | HV | Muller Dinda               | 22 tháng 9, 1995 (16 tuổi)  |      |     | Cercle Mbéri Sportif     |
| 4  | TV | Franck Engonga             | 26 tháng 7, 1993 (18 tuổi)  |      |     | US O’Mbilia Nzami        |
| 5  | HV | Remy Ebanega               | 17 tháng 11, 1989 (22 tuổi) |      |     | US Bitam                 |
| 6  | TV | Didier Ndong Ibrahim       | 17 tháng 6, 1994 (17 tuổi)  |      |     | Cercle Mbéri Sportif     |
| 7  | TĐ | Allen Nono                 | 15 tháng 8, 1992 (19 tuổi)  |      |     | US O’Mbilia Nzami        |
| 8  | TĐ | Romuald Ntsitsigui         | 8 tháng 4, 1991 (20 tuổi)   |      |     | AS Mangasport            |
| 9  | TĐ | Johan Diderot Lengoualama  | 29 tháng 9, 1992 (19 tuổi)  |      |     | AS Mangasport            |
| 10 | TĐ | Levy Clement Madinda       | 11 tháng 6, 1992 (19 tuổi)  |      |     | Celta de Vigo            |
| 11 | TV | Alexander N'Doumbou        | 4 tháng 1, 1992 (19 tuổi)   |      |     | US Orléans               |
| 12 | HV | Ismael Abogho              | 20 tháng 1, 1992 (19 tuổi)  |      |     | US Oyem                  |
| 13 | TV | Cedric Boussoughou         | 20 tháng 7, 1991 (20 tuổi)  |      |     | AS Mangasport            |
| 14 | TV | Landry Jerry Obiang Obiang | 10 tháng 6, 1992 (19 tuổi)  |      |     | Sogéa FC                 |
| 15 | HV | Henri Junior Ndong         | 23 tháng 8, 1992 (19 tuổi)  |      |     | US Bitam                 |
| 16 | TM | Willy Mikiela              | 6 tháng 3, 1990 (21 tuổi)   |      |     | AS Pélican               |
| 17 | TV | André Biyogo Poko          | 1 tháng 1, 1993 (18 tuổi)   |      |     | FC Girondins de Bordeaux |
| 18 | TV | Emmanuel Ndong             | 4 tháng 5, 1992 (19 tuổi)   |      |     | Sogéa FC                 |
| 19 | TV | Samson Mbingui             | 9 tháng 2, 1992 (19 tuổi)   |      |     | AS Mangasport            |
| 20 | HV | Stevy Nzambe               | 4 tháng 9, 1991 (20 tuổi)   |      |     | Olympique Marseille      |
| 21 | TM | Nick Moundounga            | 25 tháng 2, 1994 (17 tuổi)  |      |     | Sogéa FC                 |

### Nam Phi[11]
Huấn luyện viên:  Ephraim Mashaba

| Số | VT | Cầu thủ              | Ngày sinh (tuổi)            | Trận | Bàn | Câu lạc bộ\|           |
| -- | -- | -------------------- | --------------------------- | ---- | --- | ---------------------- |
| 1  | TM | Sage Lottering       | 8 tháng 4, 1991 (20 tuổi)   |      |     | Moroka Swallows        |
| 2  | TV | Sibusiso Khumalo     | 8 tháng 9, 1989 (22 tuổi)   |      |     | Mamelodi Sundowns      |
| 3  | HV | Sibusiso Mxoyana     | 14 tháng 4, 1989 (22 tuổi)  |      |     | Orlando Pirates        |
| 4  | HV | Thulani Hlatshwayo   | 18 tháng 12, 1989 (21 tuổi) |      |     | Ajax Cape Town         |
| 5  | HV | Eric Mathoho         | 1 tháng 3, 1990 (21 tuổi)   |      |     | Bloemfontein Celtic    |
| 6  | TĐ | Rodney Ramagalela    | 10 tháng 1, 1989 (22 tuổi)  |      |     | Black Leopards         |
| 7  | TV | Sameehg Doutie       | 31 tháng 5, 1989 (22 tuổi)  |      |     | Orlando Pirates        |
| 8  | TV | Thandani Ntshumayelo | 20 tháng 4, 1990 (21 tuổi)  |      |     | SuperSport United      |
| 9  | TĐ | Riaan Eugene         | 20 tháng 2, 1991 (20 tuổi)  |      |     | Santos                 |
| 10 | TV | Jabulani Shongwe     | 28 tháng 2, 1990 (21 tuổi)  |      |     | Mamelodi Sundowns      |
| 11 | TV | Mandla Masango       | 18 tháng 7, 1989 (22 tuổi)  |      |     | Kaizer Chiefs          |
| 12 | TĐ | Phumelele Bhengu     | 19 tháng 11, 1989 (22 tuổi) |      |     | Bay United             |
| 13 | HV | Siyabonga Zulu       | 22 tháng 8, 1993 (18 tuổi)  |      |     | Blackburn Rovers       |
| 14 | HV | Gladwin Shitolo      | 10 tháng 8, 1989 (22 tuổi)  |      |     | Jomo Cosmos            |
| 15 | TĐ | Bhongolwethu Jayiya  | 21 tháng 3, 1990 (21 tuổi)  |      |     | Bidvest Wits           |
| 16 | TM | Brilliant Khuzwayo   | 9 tháng 2, 1990 (21 tuổi)   |      |     | Thanda Royal Zulu      |
| 17 | TV | Christopher Flandorp | 9 tháng 9, 1990 (21 tuổi)   |      |     | University of Pretoria |
| 18 | TV | Thamsanqa Sangweni   | 26 tháng 5, 1989 (22 tuổi)  |      |     | AmaZulu                |
| 19 | TV | Kulegani Madondo     | 20 tháng 6, 1990 (21 tuổi)  |      |     | Maritzburg United      |
| 20 | HV | Mxolisi Mayongo      | 26 tháng 1, 1989 (22 tuổi)  |      |     | AmaZulu                |
| 21 | TM | Brighton Mhlongo     | 12 tháng 1, 1991 (20 tuổi)  |      |     | Orlando Pirates        |